# Émeutes des pommes de terre (Amsterdam)
Pour les articles homonymes, voir Émeutes des pommes de terre.

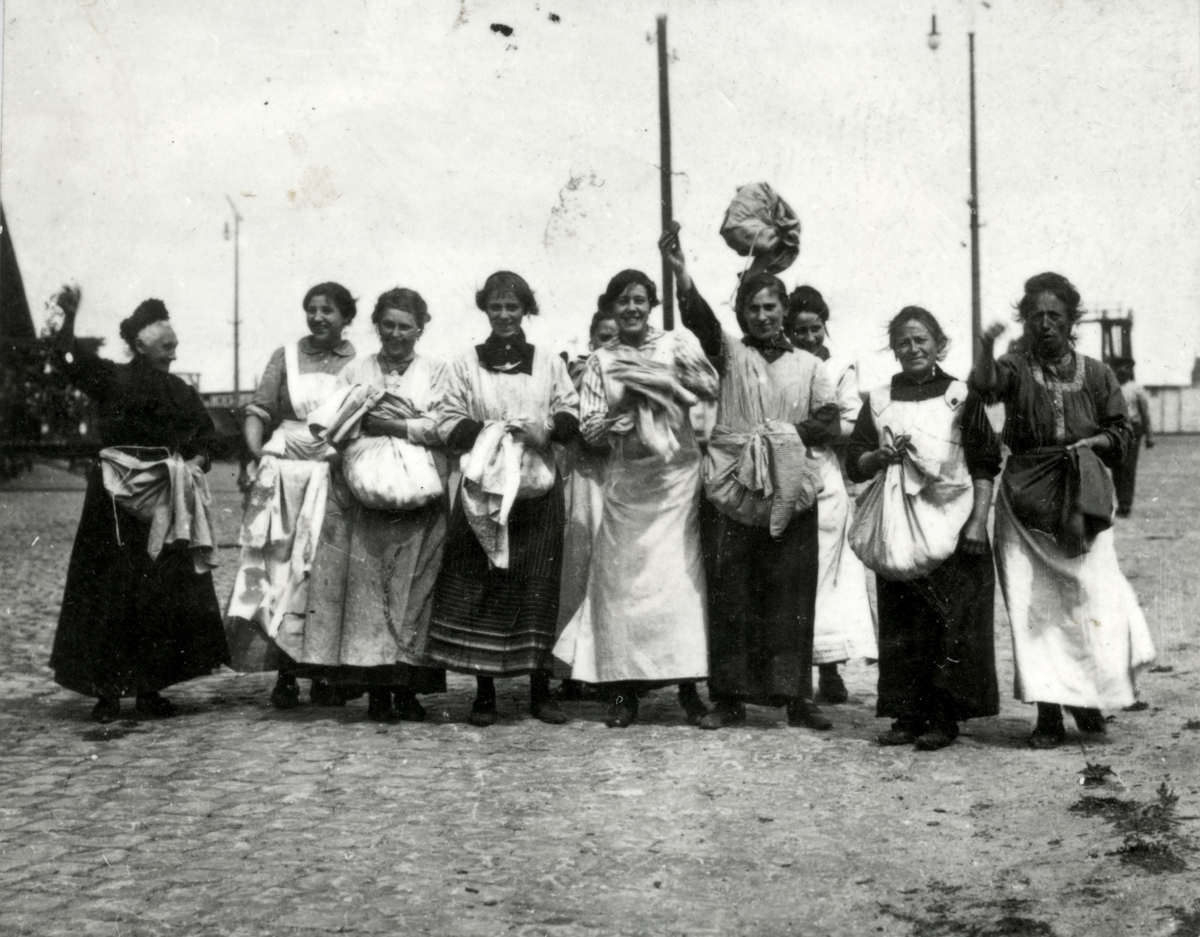
Femmes brandissant leur butin

Les émeutes des pommes de terre (aardappeloproer) sont un soulèvement populaire qui s'est produit à Amsterdam (Pays-Bas) en 1917 à la suite d'une pénurie alimentaire, circonstance aggravée par la présence dans le port d'une barge de pommes de terre réservée aux militaires.

## Histoire
Malgré leur neutralité durant la Première Guerre mondiale, les Pays-Bas subissent les conséquences du conflit et certains produits, comme les pommes de terre, sont rationnés, bien que leur exportation se poursuive. Le 28 juin 1917, apprenant la présence d'un navire chargé de pommes de terre destinées à l'armée, les femmes des ouvriers de deux quartiers de la partie occidentale de la ville tentent de piller la cargaison pour nourrir leur famille. Conduites par la police à l'hôtel de ville, elles reçoivent l'assurance d'un adjoint du bourgmestre de l'arrivée imminente d'une nouvelle récolte de pommes de terre. Le prix de ces pommes de terre s'avère toutefois inabordable pour les ouvriers, à l'intention desquels du riz est prévu.

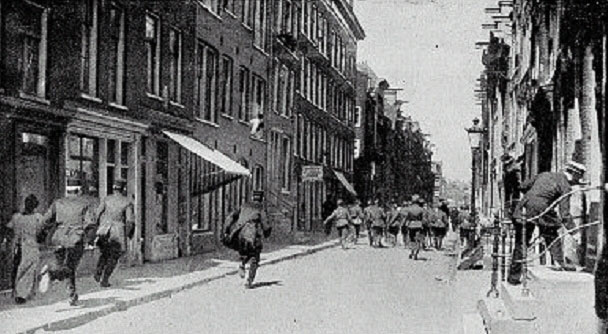
La police disperse les manifestants

Le 2 juillet, les ouvriers se dirigent vers le marché, ils mettent à sac des navires chargés de choux-fleurs et de pommes de terre. La police tire sur la foule. Le soir-même, les émeutiers s'en prennent à des wagons, entrepôts et magasins. La police submergée demande l'aide de l'armée et de la maréchaussée et commence à tirer sur les manifestants. Les émeutes s'achèvent le 5 juillet dans un bain de sang : le bilan s'élève à 9 morts et 114 blessés.
Ces émeutes ont un retentissement mondial : le New York Times y consacre un article dès le 2 juillet 1917 et un second deux jours plus tard.

## Commémoration
Depuis 2004, chaque année en septembre, une fête commémorative est organisée sur le thème des émeutes de la pomme de terre. Une procession parcourt les rues du quartier d'Oostelijke Eilanden, où les émeutes avaient débuté, et des pommes de terre sont distribuées au public.

## Sources
- (nl) Angelie Weber, De optocht en het aardappeloproer, Wijkcentrum Oostelijke Binnenstad, Eilander Online, janvier 2004, n° 1